# Jürgen Nührenberg
Jürgen Nührenberg (* 2. Februar 1942 in Berlin) ist ein deutscher Plasmaphysiker.
Nührenberg studierte Physik an der Universität Göttingen und der Universität München, an der er 1969 bei Arnulf Schlüter promoviert wurde (Lineare und toroidale magnetohydrostatische Gleichgewichte). Als Post-Doktorand war er an der University of Iowa und am Courant Institute of Mathematical Sciences of New York University. 1971 ging er ans Max-Planck-Institut für Plasmaphysik (IPP) in Garching bei München, wo er sich mit der Theorie von Stellaratoren für die kontrollierte Kernfusion befasste.
1979 wurde er Leiter der Gruppe „Theorie dreidimensionaler Systeme“ und 1981 Leiter der Gruppe Stellaratorphysik. Er wurde 1996 wissenschaftliches Mitglied des IPP und 1997 Direktor am Max-Planck-Institut für Plasmaphysik in der Zweigstelle Greifswald und Professor an der Universität Greifswald. 2007 ging er in den Ruhestand und schied somit aus dem aktiven Dienst als Leiter des Bereiches Stellartheorie sowie als Mitglied der Wissenschaftlichen Leitung des IPP aus.
Nührenberg entwickelte in den 1980er Jahren mit Allen Boozer (Columbia University) Methoden, das magnetische Feld von Stellaratoren so zu optimieren, dass die Stabilitätseigenschaften für Plasmaeinschluss denen des Tokamaks vergleichbar wurden. Stellaratoren können im Gegensatz zu Tokamakas im Dauerbetrieb arbeiten, haben aber ein komplizierteres Feld ohne einfache Rotationssymmetrie wie beim Tokamak. Boozer formulierte Stabilitätsbedingungen für die Stellarator-Felder (unter anderem Quasisymmetrie) und Nührenberg zeigte, dass diese in konkreten magnetischen Feldkonfigurationen realisierbar waren. Ihre Konzepte und Berechnungen wurden im  Wendelstein 7-AS und anderen Stellaratoren bestätigt und bilden die Basis für den Wendelstein 7-X-Stellarator in Greifswald. Nührenberg ist seit 1990 Mitglied der Projektleitung für die Planung von Wendelstein 7-X und an dessen Entwicklung maßgeblich beteiligt.
2010 erhielt er dafür mit Boozer den Hannes-Alfvén-Preis.